# Faunabuurt
Faunabuurt is een wijk in de Nederlandse stad Almere. De wijk is gelegen in het stadsdeel Almere Buiten en grenst aan Landgoederenbuurt, Bloemenbuurt en Centrum Buiten. Het kanaal Lage Vaart loopt langs Faunabuurt. De straatnamen zijn vernoemd naar verschillende diersoorten. Op 1 januari 2023 telde de wijk 4.335 inwoners, verdeeld over 1.643 woningen, op een oppervlakte van 0,68 km².
Straatnamen zijn: Alligatorstraat, Alpacastraat, Antilopestraat, Beverstraat, Bizonplantsoen, Buffelstraat, Caviastraat, Cobrastraat, Dromedarisstraat, Dwergkonijnstraat, Edelhertweg, Eekhoornstraat, Elandstraat, Gemsstraat, Giraffeweg, Haasweg, Hagedisstraat, Hamsterstraat, Hermelijnweg, Honingbijstraat, IJsbeerpad, Impalastraat, Kamelenhof, Kameleonstraat, Kantjilstraat, Karbouwstraat, Krekelplantsoen, Lamastraat, Leeuwstraat, Leguaanstraat, Libelleplantsoen, Luipaardweg, Marmotstraat, Marterstraat, Moeflonstraat, Nertspad, Ocelotplantsoen, Ocelotstraat, Okapistraat, Otterstraat, Pandabeerstraat, Panterweg, Poemaweg, Pythonstraat, Rendierstraat, Salamanderstraat, Tapirstraat, Veldmuisstraat, Vlinderplantsoen, Vosplantsoen, Wezelstraat, Wisentstraat en Zijderupsstraat.

## Openbaar vervoer
Faunabuurt wordt doorsneden door een busbaan en heeft daaraan één bushalte waar de volgende buslijnen stoppen:
- Faunabuurt  M7   330   N22

### Metrobus
| Lijn | Lijn      | Route                                  | Via | Opmerkingen                                                |
| ---- | --------- | -------------------------------------- | --- | ---------------------------------------------------------- |
| M7   | Parkmetro | Station Centrum - Station Oostvaarders | Flevoziekenhuis, Filmwijk, Parkwijk, Station Parkwijk, Tussen de Vaarten, Landgoederenbuurt, Faunabuurt, Bloemenbuurt, Station Buiten, Regenboogbuurt, Eilandenbuurt | Rijdt op zaterdag 24 uur per dag op een deel van de route. |

### R-net
| Lijn | Route                                                     | via | Opmerking |
| ---- | --------------------------------------------------------- | --- | --------- |
| 330  | Almere, Station Buiten - Amsterdam, Station Bijlmer ArenA | Almere Buiten (Bloemenbuurt, Faunabuurt, Landgoederenbuurt), Almere Stad (Tussen de Vaarten, Sallandsekant, Danswijk, Veluwsekant, Busstation ’t Oor), Muiden (P+R, Maxisweg), Diemen (Diemerknoop, Provincialeweg), Amsterdam-Zuidoost (Eekholt, Bijlmerplein) |           |

### nightGo
| Lijn | Route                                           | Via | Opmerkingen                    |
| ---- | ----------------------------------------------- | --- | ------------------------------ |
| N22  | Almere, Station Buiten - Amsterdam, Leidseplein | Almere Buiten (Bloemenbuurt, Faunabuurt, Landgoederenbuurt), Almere Stad (Tussen de Vaarten, Sallandsekant, Danswijk, Parkwijk, Station Parkwijk, Parkwijk, Filmwijk, Flevoziekenhuis, Station Centrum, Staatsliedenwijk, Kruidenwijk, Muziekwijk, Station Muziekwijk, Componistenpad, Station Muziekwijk, Literatuurwijk, Hogekant), Almere Poort (Middenkant, Homeruskwartier, Columbuskwartier, Europakwartier, Station Poort), Muiden (P+R), Amsterdam (Brinklaan, Middenweg, Amstelstation) | Rijdt alleen op zaterdagnacht. |